# Issel
Issel – miejscowość i gmina we Francji, w regionie Oksytania, w departamencie Aude.
Według danych na rok 1990 gminę zamieszkiwały 363 osoby, a gęstość zaludnienia wynosiła 21 osób/km² (wśród 1545 gmin Langwedocji-Roussillon Issel plasuje się na 586. miejscu pod względem liczby ludności, natomiast pod względem powierzchni na miejscu 454.).